# Сен-Бланкар
Сен-Бланка́р (фр. Saint-Blancard) — коммуна во Франции, находится в регионе Юг — Пиренеи. Департамент — Жер. Входит в состав кантона Масёб. Округ коммуны — Миранд.
Код INSEE коммуны — 32365.

## География

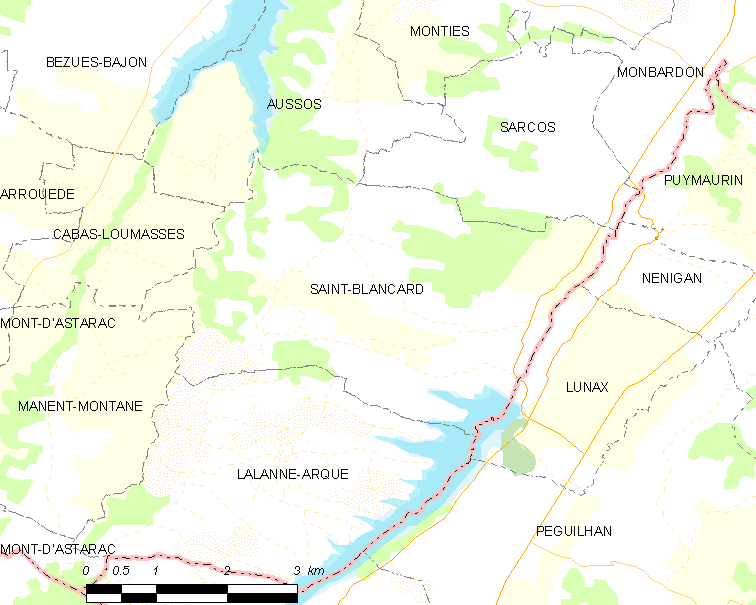
Карта коммуны

Коммуна расположена приблизительно в 630 км к югу от Парижа, в 75 км юго-западнее Тулузы, в 34 км к югу от Оша.
На востоке коммуны протекает река Жимон, а на юго-востоке расположено озеро Жимон.

## Климат
Климат умеренно-океанический. Лето жаркое и немного дождливое, температура часто превышает 35 °С. Зимой часто бывает отрицательная температура и ночные заморозки. Годовое количество осадков — 700—900 мм.

## Население
Население коммуны на 2010 год составляло 336 человек.
| 1962 | 1968 | 1975 | 1982 | 1990 | 1999 | 2010 |
| ---- | ---- | ---- | ---- | ---- | ---- | ---- |
| 273  | 255  | 217  | 229  | 205  | 257  | 336  |

## Администрация
| Период | Период | Фамилия   | Партия                    | Примечания           |
| ------ | ------ | --------- | ------------------------- | -------------------- |
| 2001   | 2020   | Жорж Барт | Союз за народное движение | генеральный советник |

## Экономика
В 2010 году среди 211 человек трудоспособного возраста (15-64 лет) 130 были экономически активными, 81 — неактивными (показатель активности — 61,6 %, в 1999 году было 72,0 %). Из 130 активных жителей работали 126 человек (60 мужчин и 66 женщин), безработных было 4 (3 мужчины и 1 женщина). Среди 81 неактивных 17 человек были учениками или студентами, 22 — пенсионерами, 42 были неактивными по другим причинам.

## Достопримечательности
- Церковь Сен-Панкрар (XIII век)
- Замок Сен-Бланкар[фр.] (XVI век). Исторический памятник с 2005 года[4]

## Фотогалерея

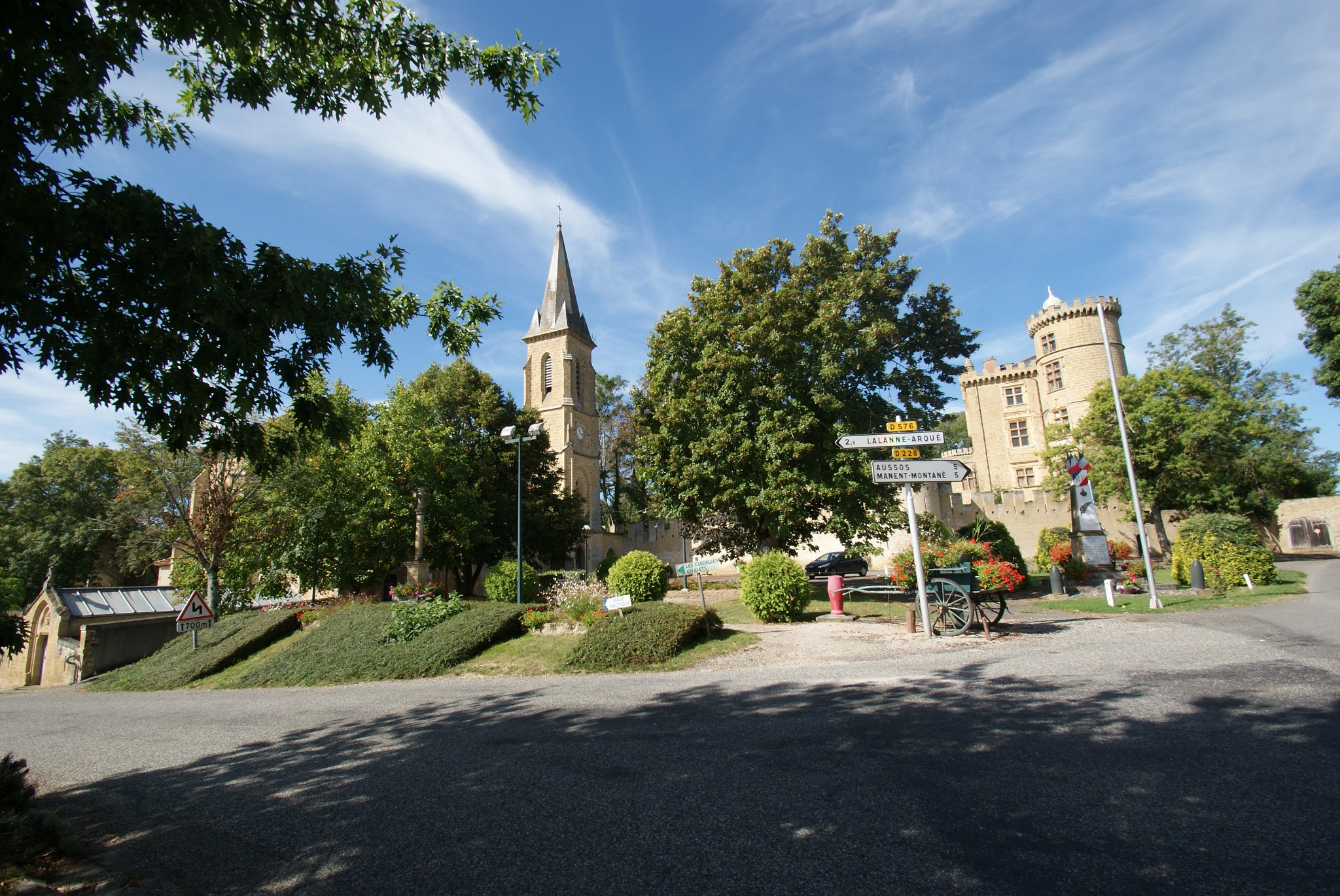
Сен-Бланкар
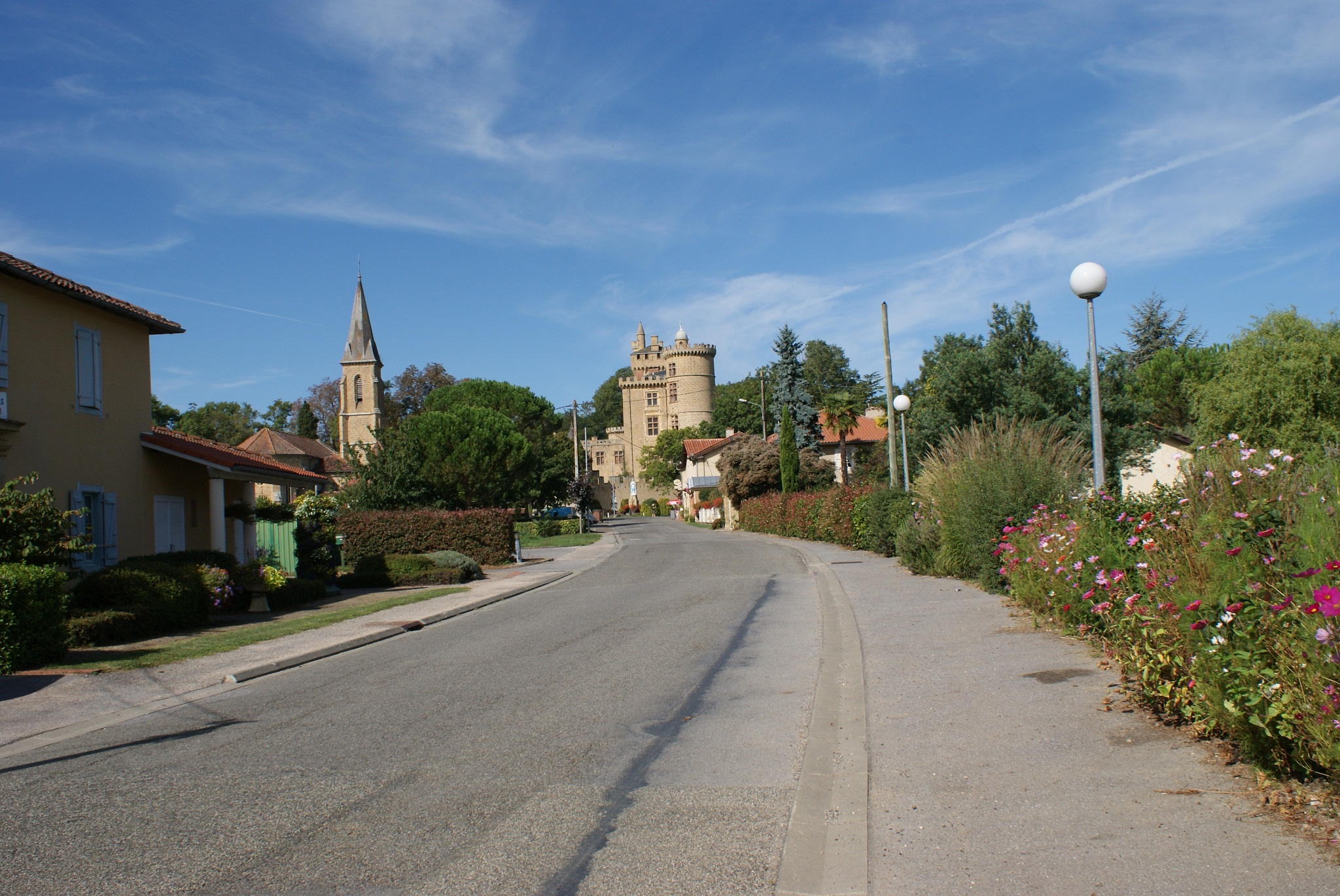
Сен-Бланкар
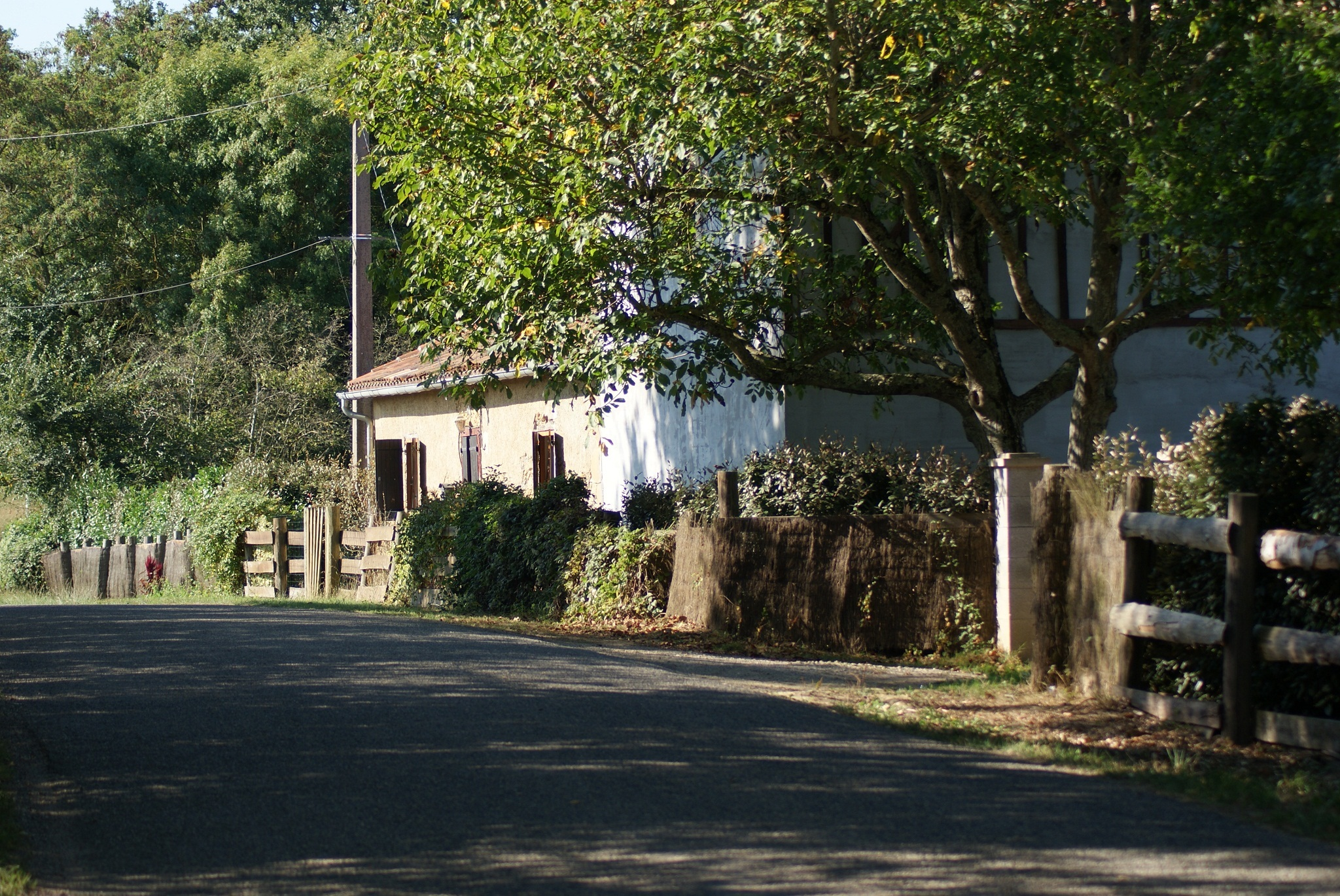
Сен-Бланкар
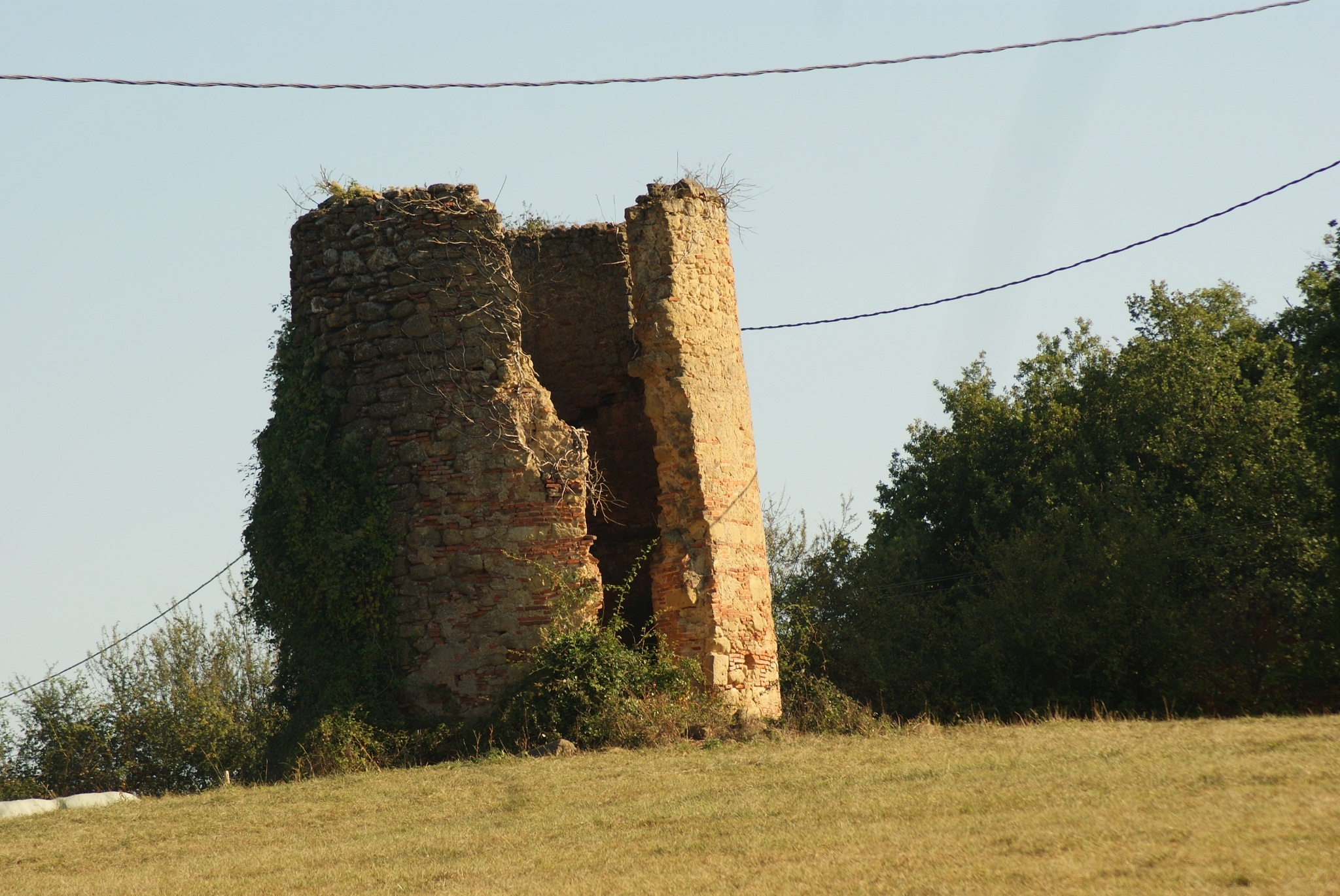
Руины мельницы
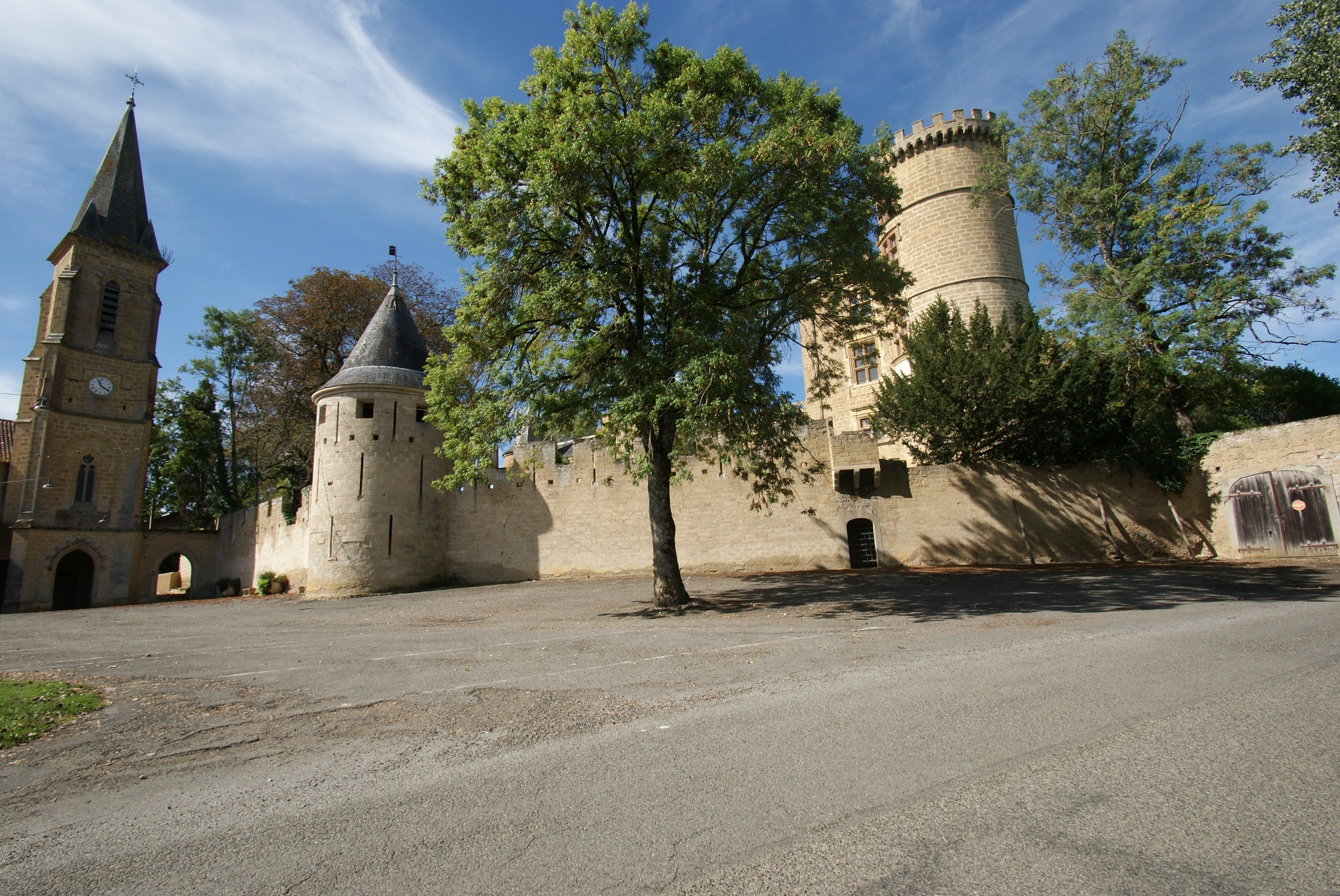
Замок Сен-Бланкар